# Sorli
Sorli, coneguda com a Sorli Discau fins a l'any 2016, és una cadena de supermercats de Catalunya, fundada el 1970 per Jordi Sorli i Arall.

## Història
El 1923, Francesc Sorli va obrir una botiga de queviures al carrer Pere IV del barri del Poblenou de Barcelona, i el 1970, Jordi Sorli i Arall, el seu fill més jove, va obrir un supermercat al carrer Buenaventura Muñoz, 32. Des d'aleshores, l'empresa va anar creixent fins a arribar a tenir més de 40 supermercats a finals dels anys 1980. Aquest creixement va continuar durant la dècada següent, i el 2002 va construir una plataforma logística a Granollers-Montmeló de 20 000 m².
El setembre del 2014, la cadena tenia 113 supermercats repartits per tot Catalunya, i el novembre del mateix va obrir el complex Emocions a Vilassar de Dalt, amb una oferta comercial, esportiva (gimnàs amb piscines), gastronòmica (restaurant i zona de productes gourmet) i més endavanat un hotel de quatre estrelles (33 habitacions), en què la firma va invertir més de 15 milions d'euros.
El 2015 assumí la presidència Anna Sorli Gorriz, neta del fundador.